# San Juan (Texas)
Pour les articles homonymes, voir San Juan.
La ville de San Juan est située dans le comté de Hidalgo, dans l’État du Texas, aux États-Unis. Sa population s’élevait à 33 856 habitants lors du recensement de 2010, estimée à 36 663 habitants en 2016.
On y trouve la basilique Notre-Dame-de-Saint-Jean-du-Val, un lieu de pèlerinage important de l’Église catholique — plus d’un million de visiteurs par an —, dans laquelle se trouve une reproduction de la Vierge de San Juan de los Lagos (es), une statuette visible au Mexique ; la Conférence des évêques catholiques des États-Unis a élevé cette église au rang de sanctuaire national en 1998,, et le pape Jean-Paul II l’a faite basilique mineure l’année suivante,.

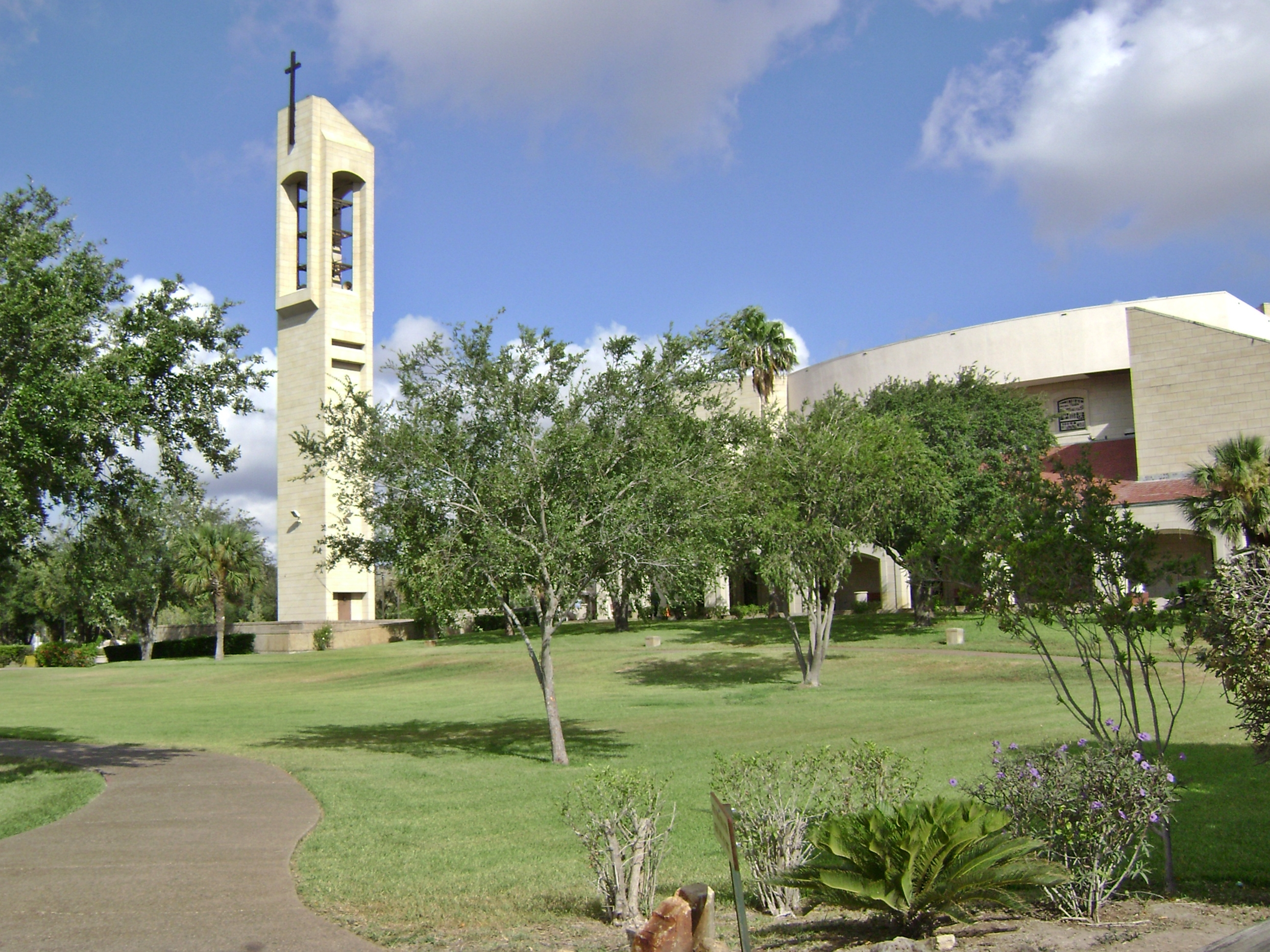
La basilique Notre-Dame-de-Saint-Jean-du-Val.